# Тамара Павловић
Тамара Павловић (Београд, 2. јануар 1948) српска је певачица, текстописац и гласовна глумица као и бивша водитељка дечије емисије Тајни агент Изи на Хепи ТВ.

## Каријера
Почела је каријеру као соло певачица, када ју је са петнаест година запазио композитор Војкан Борисављевић и позвао на сарадњу. Наступала је широм бивше Југославије по значајним фестивалима, као што је фестивал забавне музике Београдско пролеће, а такође је гостовала са ансамблом Силуете на турнејама по Француској, Немачкој и широм Европе.
Поред соло наступа била је чланица дуета Тамара и Ненад, са својим братом Ненадом Павловићем. Касније, током каријере певала је и песме за децу. Поред музике бавила се и глумом. Глумила је у позоришним представама за децу, а појављивала се на филму и телевизији. Такође је синхронизовала бројне цртане филмове и емисије за децу. Између осталог, радила је синхронизације за студије РТБ и Призор.

## Дискографија

### Соло каријера

#### Албуми

##### Тамара и љути гусари - (1980)
ПГП РТБ
1. 10 Љутих гусара
2. Ивица и Марица
3. Свако мисли на лепоту
4. Радмила и Радмило
5. Нису деца што су била
6. Вук и патка
7. Жабља песма
8. У једном пољу
9. Мрва детињства
10. Јутарњи бој

#### Синглови
- Назови ме својом; Сад се види сад се зна - ПГП РТБ (1971)

1. На длану; Знам шта си хтео - ПГП РТБ (1974)
2. Кисело воће; Хајде - ПГП РТБ (1978)
3. Тако је то; Купи ми тата Н. Л. О. - ПГП РТБ (1979)

### Дует Тамара и Ненад

#### Албуми

##### No.1 - (1976)
Дискос
1. Планета смеха
2. Тајна
3. Писма спали увече
4. Балада о пауку
5. No.1
6. Копао сам дубок зденац
7. Време за успомене
8. Ако ниси веровала
9. Пред крај неба
10. Тема за крај

##### Песма дугачка годину дана - (1976)
Дискос
1. Новогодишња ноћ
2. Пахуља
3. Песма за тату
4. Срећно и лепо
5. Атлетичар
6. Татин шешир
7. Анђелка
8. Позив с мора
9. Запалиле луле ајкуле
10. Шкољке
11. Задржавање сунца
12. Кошаркаш
13. Јесења
14. Стари кројач
15. Старе године

#### Синглови
- Пред крај неба; Балада - ПГП РТБ (1973)

1. Песма љубави; Ако ниси веровала - ПГП РТБ (1973)
2. Супер Лав; Рефрен (по песми Јована Дучића)- ПГП РТБ (1975)

## Фестивали
- 1968. Београдско пролеће - Нема те више
- 1969. Омладина, Суботица - Постоји једно место на свету
- 1970. Омладина, Суботица - Не реци никоме тајну
- 1971. Београдско пролеће - Назови ме својом
- 1973. Београдско пролеће - У једном пољу један цвет (Дечје београдско пролеће са Предрагом Јовичићем и хором Дома пионира Београда)
- 1973. Загреб - Песма љубави (дует са Ненадом Павловићем)
- 1973. Омладина, Суботица - Пред крај неба (дует са Ненадом Павловићем), Златна плакета САКОЈ-а, I награда за текст, II награда жирија
- 1974. Београдско пролеће - Песма за лаку ноћ (Дечје београдско пролеће), '74
- 1975. Хит парада - Супер лав (дует са Ненадом Павловићем)
- 1979. Београдско пролеће - Тако је то
- 1990. Београдско пролеће - Хоћу, нећу (Дечје београдско пролеће, дует са Златком Фрлићем, уз хор ОШ Браћа Рибар)
- 1996. Пјесма Медитерана, Будва - Има једна дуга река (дует са Гораном Ратковићем)

## Филмографија
| Улоге Тамаре Павловић |                                    |               |            |          |
| Година                | Српски назив                       | Изворни назив | Улога      | Напомена |
| 1970.                 | Максиметар                         |               |            |          |
| 1980.                 | Полетарац                          |               |            |          |
| 1988.                 | Тесна кожа 3                       |               | Преводилац |          |
| 1988.                 | Децо, певајте са нама              |               | Тамара     |          |
| 1989.                 | Лаку ноћ, децо (ТВ серија из 1989) |               | Миш        |          |
| 1993.                 | Мрав пешадинац                     |               | гласови    |          |
| 1998.                 | Канал мимо                         |               | Жена 2     |          |